# Tarab Abd al-Hadi
Tarab Abd al-Hadi (طرب عبد الهادي, Nablus, 1910- El Cairo, 1976) fue una feminista y activista nacionalista palestina durante el Mandato Británico. Participó en el Congreso de Mujeres Árabes Palestinas celebrado en 1929 y fue miembro del Comité Ejecutivo de la Asociación de Mujeres Árabes de Palestina.

## Biografía
Tarab Abd al-Hadi nació en Nablus en 1910.  Pertenecía a una de las familias de la élite palestina y estaba casada con Awni Abd al-Hadi, un importante líder del movimiento nacionalista. Al igual que muchas de las mujeres que participaron en el movimiento a favor de la mejora de la situación femenina y en la lucha nacionalista en esa época, pertenecía a familias de miembros del Alto Comité Árabe organismo encargado de coordinar la acción política contra el gobierno británico y la constante inmigración judía fomentada por este.
Se dedicó al activismo durante la época del Mandato  (1922-1948). En 1929 organizó, junto con la cristiana Matiel Mogannam (otra importante figura de este movimiento), el Congreso de Mujeres Árabes Palestinas, que se celebró en su propia casa. Las asistentes aprobaron la creación de un Comité Ejecutivo cuyo objetivo era organizar el movimiento de mujeres en Palestina. Durante el encuentro, se decidió que una delegación de mujeres, entre las que se encontraba Abd al-Hadi, se presentara ante el Alto Comisario Británico, John Chancellor, para protestar contra la Declaración Balfour, la inmigración sionista, la Ordenanza de Castigo Colectivo y el maltrato a los prisioneros políticos. A raíz de este Congreso, ese mismo año se fundó la Asociación de Mujeres Árabes de Palestina (جمعية النساء العربيات), de la que Tarab fue miembro.
En 1933, con motivo de la visita del General Allenby a Palestina, las mujeres participaron en una marcha a los lugares santos de la ciudad de Jerusalén para protestar contra la continua inmigración judía. Matiel Mogannam, cristiana, pronunció un discurso ante la Mezquita de Omar, y Tarab Abd al-Hadi, musulmana, hizo lo mismo en la Iglesia del Santo Sepulcro, frente a la tumba de Cristo. Que ambas mujeres pronunciaran su discurso en los lugares sagrados de la religión contraria, muestra la buena relación que existía entre las dos comunidades religiosas. Tarab dijo lo siguiente:

“Las mujeres árabes piden al Señor Allenby que recuerde esto y que se lo cuente a su gobierno. Las madres, hijas, hermanas de las víctimas árabes están reunidas aquí para que el mundo sea testigo de la traición de los ingleses. Queremos que todos los árabes recuerden que los británicos son la causa de nuestro sufrimiento y que deben aprender la lección”
Tarab Abd al-Hadi

Durante la década de 1930, Tarab Abd al-Hadi fue muy activa también en la campaña contra el uso del velo. Participó en la Conferencia de Mujeres de Oriente celebrada en el Cairo en 1938. En este encuentro, liderado por la feminista egipcia Huda Sha’arawi, se debatió sobre la situación de Palestina. En 1944 asistió a la Conferencia de Mujeres Árabes, celebrada también en el Cairo, donde se trataron cuestiones de género que atañían a las mujeres árabes en general. En esta primera etapa del movimiento de mujeres palestinas, era habitual que las mujeres casadas fueran más visibles, detentaran cargos de responsabilidad, firmasen documentos oficiales o dieran los discursos provocativos (como el caso de Tarab en la Iglesia del Santo Sepulcro). 

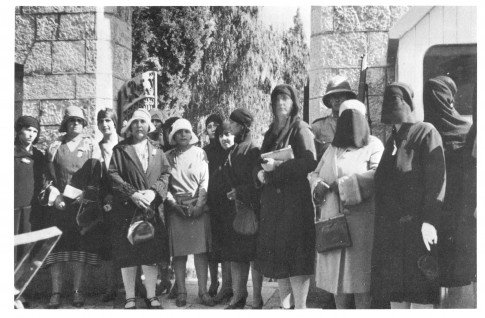
Fotografía de la delegación del Congreso de Mujeres Árabes Palestinas tras la reunión con el Alto Comisario Británico en octubre de 1929

Los primeros años de la década de 1940 fueron una época de cierta calma y estabilidad en Palestina. Sin embargo, este periodo fue breve y el aumento de inmigración judía debido a la persecución nazi durante la Segunda Guerra Mundial volvió a acrecentar la tensión entre árabes y judíos. Además, el movimiento nacionalista palestino estaba desunido debido a conflictos internos y no supo dar una respuesta coordinada a esta situación.
Tras el estallido de la guerra y la proclamación del Estado de Israel en 1948, Tarab al-Hadi se exilió con su marido en El Cairo, donde murió en 1976